# Dance! La forza della passione
Dance! La forza della passione (Dance! La fuerza del corazón) è una serie televisiva uruguaiana prodotta nel 2011 e trasmessa dal canale Canal 10 dal 22 agosto al 9 dicembre 2011.

## Trama
Nella fiction si intrecciano musica, danza e amore. Protagoniste saranno le donne della famiglia Redondo: Estela, grande ballerina, la quale ha una figlia di nome Laura, che a sua volta è madre di Miranda e Gala due ragazze appassionate di danza. Queste ultime si iscrivono alla scuola di danza fondata dalla loro nonna materna e qui conoscono nuovi amici e anche grandi amori.

## Produzione
È prodotta da Powwow media per Canal 10 e ideata da Bill Borden e Barry Rosenbush. L'autrice è Patricia Maldonado. Dalla serie è uscito l'album Dance! La fuerza del corazòn, contenente tredici tracce, disco che ha ricevuto il disco d'oro in Uruguay. È stato presentato a Montevideo, alla presentazione erano presenti circa 5000 spettatori.
Era stata annunciata una seconda stagione della serie, nel cast doveva mancare solamente Isabel Macedo, in sua sostituzione ci doveva essere Sabrina Garciarena; ma essa non fu mai realizzata a causa della produzione di una nuova serie.
In Italia la serie è stata trasmessa a partire dal 24 settembre 2012 su Rai 2 dal lunedì al venerdì, ma è stata sospesa alla puntata numero 8 il 3 ottobre 2012 a causa dei bassi ascolti. Viene riproposta dall'inizio, sempre da Rai 2, dal 25 luglio 2014, dal lunedì al venerdì alle ore 06:10 circa. Dal 6 agosto 2014 vengono trasmessi gli episodi inediti a partire dal nono episodio. Dal 27 agosto al 19 settembre è in onda in un doppio episodio quotidiano. Dal 22 settembre andava onda ogni lunedì alle 05:40 a causa del nuovo show SuperMax TV. Dal 20 ottobre risulta essere di nuovo sospesa. Torna nuovamente in onda dall'8 maggio 2017 sempre su Rai 2 alle 6:00 con due episodi a seguire con altre puntate inedite per completare la serie. La sigla italiana è cantata da Gennaro Iaccarino e Noemi Smorra con la direzione musicale di Valerio Gallo Curcio.

## Puntate
| Stagione       | Puntate | Prima TV originale | Prima TV Italia |
| -------------- | ------- | ------------------ | --------------- |
| Prima stagione | 80      | 2011               | 2012-2017       |

## Premi e candidature
- 2011 - Premios Telemedios
  - Vinto - Miglior fiction.
  - Vinto - Miglior produzione.
- 2012 - Premios Iris al espectáculo[10]
  - Nomination - Miglior fiction.